# Aylin Daşdelen
Aylin Daşdelen (Yiğitler, 1º gennaio 1982) è un'ex sollevatrice turca, quattro volte campionessa europea e medagliata mondiale, che ha gareggiato nelle categorie dei pesi piuma e pesi leggeri.

## Biografia
Nata a Yiğitler, comune situato nel Distretto di Yenifakılı appartenente alla Provincia di Yozgat, la sua carriera ha una brusca frenata nel settembre del 2004, quando insieme alle compagne di squadra Sibel Şimşek e Şule Şahbaz, che avevano partecipato alle Olimpiadi di Atene del 2004, presentarono denuncia per molestie sessuali e fisiche contro Mehmet Üstündağ, il loro allenatore.
Üstündağ si difese dalle accuse in tribunale negando i fatti, ma il tribunale ordinò la sua detenzione in base alle prove raccolte e alla risonanza mediatica che ebbe lo scandalo, anche a livello internazionale. Daşdelen, intervistata da giornali e televisioni, gettò inoltre pesanti ombre sul suicidio, avvenuto nel 1999, della compagna di squadra Esma Can, accusando apertamente Üstündağ di essere stato il responsabile della sua morte.
Üstündağ ribatté a tali accuse incolpando a sua volta le tre atlete, sostenuto da Nurcan Taylan, che accusò le tre compagne di squadra di essere lesbiche. La Federazione turca aprì immediatamente un'indagine ufficiale, e Üstündağ al termine del processo venne prosciolto dalle accuse per l'inconsistenza delle prove.

## Carriera
Iniziò a sollevare pesi nel Kocaeli Büyükşehir Belediyesi Kağıt Spor Kulübü di İzmit. A livello internazionale conquista la medaglia d'argento ai mondiali juniores di Havířov nel 2002, e da senior nella prima parte della carriera vinse una medaglia di bronzo ai mondiali di Vancouver nel 2003, fu due volte campionessa europea ad Adalia nel 2002 e a Loutraki nel 2003 (dove stabilì anche tre record europei nell'esercizio totale e nelle due specialità nei pesi leggeri) e vinse l'argento agli europei di Kiev nel 2004. Partecipò alle Olimpiadi di Atene nel 2004, classificandosi al quarto posto.
Nella seconda parte della carriera, partecipò ai campionati mondiali di Chiang Mai del 2007, classificandosi ventesima. Vinse la medaglia d'argento agli europei di Bucarest nel 2009 e si confermò per altre due volte campionessa europea nel 2010 a Minsk e nel 2011 a Kazan'. Ai Giochi del Mediterraneo del 2009 di Pescara vinse un bronzo nello strappo e un oro nello slancio, mentre nel 2013 a Mersina vinse due ori nelle due specialità. Partecipò alle Olimpiadi di Londra nel 2012, ma non concluse la gara.